# بولندا في الألعاب الأولمبية الصيفية 2016
نافست بولندا في دورة الألعاب الأولمبية الصيفية 2016 في ريو دي جانيرو، البرازيل، من 05-21 أغسطس 2016. وكان هذا الظهور الحادي والعشرين للبلاد في دورة الألعاب، بعد أن غابت عن دورة الألعاب الاولمبية الصيفية عام 1984 في لوس انجليس بسبب المقاطعة السوفيتية.